# Região Geoadministrativa de Solânea
A Região Geoadministrativa de Solânea é uma região geo-administrativa brasileira localizada no estado da Paraíba. É formada por quinze municípios e foi instituída pela lei complementar estadual nº 115 de 21 de janeiro de 2013.

## Municípios
- Arara
- Araruna
- Bananeiras
- Belém
- Borborema
- Cacimba de Dentro
- Caiçara
- Casserengue
- Damião
- Dona Inês
- Logradouro
- Pilões
- Serraria
- Solânea
- Tacima